# 弗朗萨尔
弗朗萨尔（法語：Fransart，法語發音：[fʁɑ̃saʁ]）是法国上法蘭西大區索姆省的一个市镇，属于蒙迪迪耶区。

## 地理
弗朗萨尔（49°46'2"N, 2°46'24"E）面积3 平方千米，位于法国上法蘭西大區索姆省，该省份为法国北部沿海省份，北起加来海峡省和北部省，西接滨海塞纳省和大西洋英吉利海峡，南至瓦兹省，东临埃纳省。
与弗朗萨尔接壤的市镇（或旧市镇、城区）包括：拉沙瓦特、希利、富克库尔、弗雷努瓦莱鲁瓦、阿唐库尔。

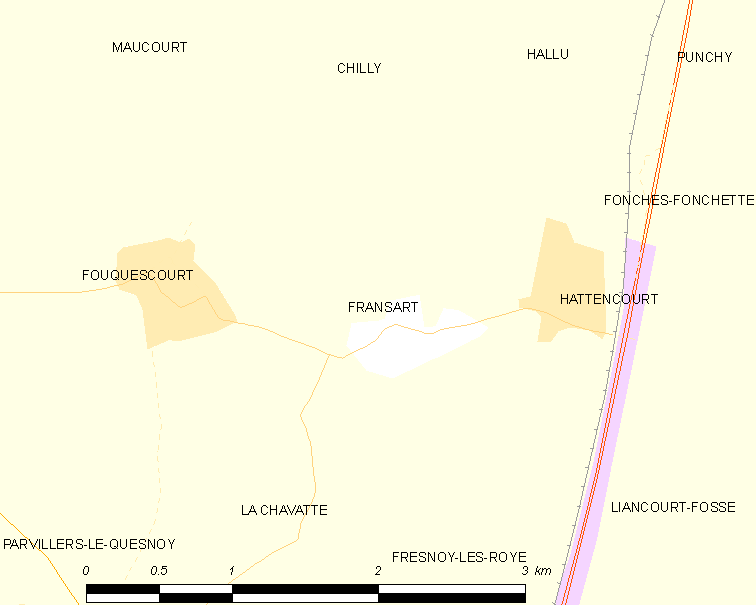
弗朗萨尔的OSM定位图

弗朗萨尔的时区为UTC+01:00、UTC+02:00（夏令时）。

## 行政
弗朗萨尔的邮政编码为80700，INSEE市镇编码为80347。

## 政治
弗朗萨尔所属的省级选区为莫勒伊县。

## 人口

1962-2008年间弗朗萨尔人口变化图示

弗朗萨尔于2022年1月1日时的人口数量为162人。